# A magyar labdarúgó-válogatott mérkőzései 1954-ben
A magyar labdarúgó-válogatottnak 1954-ben tizennégy találkozója volt.

## Összefoglaló
A tavasz első két mérkőzése Egyiptom és Ausztria ellen volt mindkettő magyar győzelemmel végződött. Május 23-án Anglia válogatottja a tavalyi meccs visszavágójára érkezett. A visszavágás nem sikerült, a korabeli pesti vicc szerint: „Az angolok egy hétre jőttek, de 7–1-re mentek”."
Három hét múlva már Svájcban, a világbajnokságon volt a csapat. A torna legnagyobb esélyese a magyar együttes volt, mely a világbajnokságot megelőző években látványos támadójátékkal nyűgözte le a világot. A magyarok igazolták is a hozzájuk fűzött reményeket, és két sima győzelemmel kezdtek a csoportban. Az NSZK ellen 8–3, Dél-Korea ellen 9–0-ra nyertek.
A negyeddöntőben minden idők leggólgazdagabb mérkőzését vívta egymással Ausztria és Svájc csapata, amelyen végül Ausztria diadalmaskodott 7–5-re. A magyarok a kieséses szakaszban is folytatták a győzelmi sorozatukat, a negyeddöntőben 4–2-re múlták felül az akkor is erős brazil válogatottat.
Az elődöntőben a magyar csapat az addig veretlen címvédővel, Uruguay-jal találkozott, ahol végül óriási csatában, hosszabbítás után 4–2 arányban a magyarok bizonyultak jobbnak. A másik ágon az időközben formába lendülő NSZK Ausztriát meglepően simán, 6–1-re verte. Így a döntőbe a küzdelmeket azonos csoportban kezdő Magyarország és NSZK jutott.
A döntő drámai csatát hozott. Alig 10 perc alatt a magyar csapat 2–0-s vezetésre tett szert, és minden jel arra mutatott, hogy ismét nagyarányú győzelmet láthat a közönség. Azonban a németek hamar tudtak válaszolni, sőt egyenlíteni is. Ezután kiegyenlítetté vált a mérkőzés, amelyet végül a németek nyertek meg egy, a mérkőzés vége előtt hat perccel szerzett góllal. Az utolsó percben a magyar válogatott csapatkapitánya, Puskás Ferenc megszerezte az egyenlítő találatot, de az angol játékvezető lesállást intett (később kiderült, hogy Puskás gólja mégsem volt les). A magyarok így első vereségüket könyvelhették el 1950 után, ezzel elvesztették a biztosnak hitt világbajnoki címet.
Ősszel sorozatban játszott le hat mérkőzést a magyar csapat, ebből legemlékezetesebb a Skócia elleni 4 – 2, ezt 134 000 néző szurkolta végig Glasgowban.
Szövetségi kapitány:
- Sebes Gusztáv

## Eredmények
| 304. mérkőzés 1954. február 12. | Egyiptom | 0 – 3             | Magyarország                 | National-pálya, Kairó Nézőszám: 28 000 Játékvezető: Vaszílisz Diamandópulosz (GRE) |
| 304. mérkőzés 1954. február 12. |          | (0 – 1) Részletek | Puskás 14' 59' Hidegkuti 62' | National-pálya, Kairó Nézőszám: 28 000 Játékvezető: Vaszílisz Diamandópulosz (GRE) |

| 305. mérkőzés 1954. április 11. | Ausztria | 0 – 1             | Magyarország       | Práter-stadion, Bécs Nézőszám: 65 000 Játékvezető: Giorgio Bernardi (ITA) |
| 305. mérkőzés 1954. április 11. |          | (0 – 1) Részletek | Happel 43' (öngól) | Práter-stadion, Bécs Nézőszám: 65 000 Játékvezető: Giorgio Bernardi (ITA) |

| 306. mérkőzés 1954. május 23. | Magyarország                                                      | 7 – 1             | Anglia      | Népstadion, Budapest Nézőszám: 92 000 Játékvezető: Giorgio Bernardi (ITA) |
| 306. mérkőzés 1954. május 23. | Lantos 8' Puskás 21' 73' Kocsis 31' 56' Tóth II 60' Hidegkuti 62' | (3 – 0) Részletek | Broadis 68' | Népstadion, Budapest Nézőszám: 92 000 Játékvezető: Giorgio Bernardi (ITA) |

| 307. mérkőzés 1954. június 17. világbajnoki-csoport | Magyarország                                                            | 9 – 0             | Dél-Korea | Hardturn-stadion, Zürich Nézőszám: 15 000 Játékvezető: Raymond Vincentini (FRA) |
| 307. mérkőzés 1954. június 17. világbajnoki-csoport | Puskás 11' 89' Lantos 17' Kocsis 24' 35' 50' Czibor 58' Palotás 77' 84' | (4 – 0) Részletek |           | Hardturn-stadion, Zürich Nézőszám: 15 000 Játékvezető: Raymond Vincentini (FRA) |

| 308. mérkőzés 1954. június 20. világbajnoki-csoport | Magyarország                                                   | 8 – 3             | NSZK                            | St. Jakob stadion, Bázel Nézőszám: 53 000 Játékvezető: William Ling (ENG) |
| 308. mérkőzés 1954. június 20. világbajnoki-csoport | Kocsis 2' 21' 68' 77' Puskás 17' Hidegkuti 51' 55' Tóth II 75' | (3 – 1) Részletek | Pfaff 26' Rahn 76' Herrmann 83' | St. Jakob stadion, Bázel Nézőszám: 53 000 Játékvezető: William Ling (ENG) |

| 309. mérkőzés 1954. június 27. világbajnoki-negyeddöntő | Magyarország                                                | 4 – 2             | Brazília                                                        | Wankdorf Stadion, Bern Nézőszám: 60 000 Játékvezető: Arthur Ellis (ENG) |
| 309. mérkőzés 1954. június 27. világbajnoki-negyeddöntő | Hidegkuti 4' Kocsis 9' 88' Lantos 61' (11-esből) Bozsik 65′ | (2 – 1) Részletek | D. Santos 18' (11-esből) Julinho 67' N. Santos 65′ Humberto 88′ | Wankdorf Stadion, Bern Nézőszám: 60 000 Játékvezető: Arthur Ellis (ENG) |

| 310. mérkőzés 1954. június 30. világbajnoki-elődöntő | Magyarország                              | 4 – 2                           | Uruguay         | Stade Olympique, Lausanne Nézőszám: 50 000 Játékvezető: Mervyn Griffiths (WAL) |
| 310. mérkőzés 1954. június 30. világbajnoki-elődöntő | Czibor 13' Hidegkuti 47' Kocsis 110' 117' | (1 – 0, 2 – 2, 2 – 2) Részletek | Hohberg 76' 86' | Stade Olympique, Lausanne Nézőszám: 50 000 Játékvezető: Mervyn Griffiths (WAL) |

| 311. mérkőzés 1954. július 4. világbajnoki-döntő | NSZK                     | 3 – 2             | Magyarország        | Wankdorf Stadion, Bern Nézőszám: 65 000 Játékvezető: William Ling (ENG) |
| 311. mérkőzés 1954. július 4. világbajnoki-döntő | Morlock 11' Rahn 19' 84' | (2 – 2) Részletek | Puskás 7' Czibor 9' | Wankdorf Stadion, Bern Nézőszám: 65 000 Játékvezető: William Ling (ENG) |

| 312. mérkőzés 1954. szeptember 19. | Magyarország                                  | 5 – 1             | Románia  | Népstadion, Budapest Nézőszám: 93 000 Játékvezető: Metoděj Charousek (TCH) |
| 312. mérkőzés 1954. szeptember 19. | Kocsis 20' 35' Hidegkuti 44' 53' Budai II 68' | (3 – 1) Részletek | Ozon 24' | Népstadion, Budapest Nézőszám: 93 000 Játékvezető: Metoděj Charousek (TCH) |

| 313. mérkőzés 1954. szeptember 26. | Szovjetunió    | 1 – 1             | Magyarország | Dinamo Stadion, Moszkva Nézőszám: 85 000 Játékvezető: Arthur Ellis (ENG) |
| 313. mérkőzés 1954. szeptember 26. | Szalnyikov 20' | (1 – 0) Részletek | Kocsis 59'   | Dinamo Stadion, Moszkva Nézőszám: 85 000 Játékvezető: Arthur Ellis (ENG) |

| 314. mérkőzés 1954. október 10. | Magyarország              | 3 – 0             | Svájc | Népstadion, Budapest Nézőszám: 94 000 Játékvezető: Leo Horn (HOL) |
| 314. mérkőzés 1954. október 10. | Kocsis 19' 32' Bozsik 83' | (2 – 0) Részletek |       | Népstadion, Budapest Nézőszám: 94 000 Játékvezető: Leo Horn (HOL) |

| 315. mérkőzés 1954. október 24. | Magyarország                  | 4 – 1             | Csehszlovákia | Népstadion, Budapest Nézőszám: 93 000 Játékvezető: Grzegorz Aleksandrowicz (POL) |
| 315. mérkőzés 1954. október 24. | Kocsis 11' 60' 74' Sándor 53' | (1 – 0) Részletek | Pazdera 87'   | Népstadion, Budapest Nézőszám: 93 000 Játékvezető: Grzegorz Aleksandrowicz (POL) |

| 316. mérkőzés 1954. november 14. | Magyarország                                | 4 – 1             | Ausztria       | Népstadion, Budapest Nézőszám: 94 000 Játékvezető: Vincenzo Orlandini (ITA) |
| 316. mérkőzés 1954. november 14. | Czibor 9' Palotás 55' Kocsis 66' Sándor 81' | (1 – 1) Részletek | Gollnhuber 25' | Népstadion, Budapest Nézőszám: 94 000 Játékvezető: Vincenzo Orlandini (ITA) |

| 317. mérkőzés 1954. december 8. | Skócia                 | 2 – 4             | Magyarország                                   | Hampden Park, Glasgow Nézőszám: 134 000 Játékvezető: Leo Horn (HOL) |
| 317. mérkőzés 1954. december 8. | Ring 41' Johnstone 46' | (1 – 3) Részletek | Bozsik 20' Hidegkuti 26' Sándor 43' Kocsis 90' | Hampden Park, Glasgow Nézőszám: 134 000 Játékvezető: Leo Horn (HOL) |